# Кон Син Йон
Ю (Кон) Син Йон (кор. 공승연) — південнокорейська акторка.

## Біографія
Ю Син Йон народилася 27 лютого 1993 року в Сеулі. Перед початком кар'єри взяла сценічне ім'я Кон Син Йон. У 2005 році перемогла у молодіжному конкурсі, організованому агентством SM Entertainment, після цього 7 років навчалася вокалу, але у 2012 році втратила інтерес до співу. У тому ж році розпочала акторську кар'єру зі зйомок у телевізійній рекламі та виконанні невеликої ролі у серіалі. У 2015 році акторка взяла участь у четвертому сезоні популярного розважального шоу «Ми одружилися», в якому разом з популярним співаком та актором Лі Чон Хьоном грала подружжя. Першу головну роль Син Йон отримала у серіалі «Моя єдина пісня кохання» 2017 року, партнером в якому був також Лі Чон Хьон. У 2018 році отримала головну роль у науково-фантастичному серіалі «Ти людина?», в якому вдало виконала роль охоронниці, яка закохується в андроїда Нам Шина III. У 2019 році Син Йон зіграла одну з головних ролей в романтично-комедійному історичному серіалі «Квіткова бригада: Чосонське шлюбне агентство».

## Фільмографія

### Телевізійні серіали
| Рік       | Назва                                          | Роль                  | Мережа  |
| --------- | ---------------------------------------------- | --------------------- | ------- |
| 2012      | «Я кохаю Лі Тері»                              | Мімі                  | tvN     |
| 2014      | «Занадто прекрасна для мене»                   | Со Юн Чжі             | SBS     |
| 2015      | «Почув це через виноградну лозу»               | Со Ну Рі              | SBS     |
| 2015      | «Шість літаючих драконів»                      | королева Вонкьон      | SBS     |
| 2016      | «Майстер помсти»                               | Кім Да Хе             | KBS2    |
| 2016      | «Звук твого серця»                             | камео                 | KBS2    |
| 2017      | «Босс інтроверт»                               | Ин Ї Су               | tvN     |
| 2017      | «Коло»                                         | Хан Чун Йон           | tvN     |
| 2017      | «Моя єдина пісня кохання»                      | Сон Су Чжун           | Netflix |
| 2017      | «Мелохолік»                                    | медсестра (камео)     | OCN     |
| 2017      | «Спогад середини літа» (спеціальна драма)      | камео                 | JTBC    |
| 2018      | «Ти людина?»                                   | Кан Со Бон            | KBS2    |
| 2019      | «Квіткова бригада: Чосонське шлюбне агентство» | Геддон                | JTBC    |
| 2021-2022 | «Пульгасаль: Безсмертні душі»                  | Даль Соль / Мін Сі Хо | tvN     |
| 2022-2023 | «Перші рятувальники»                           | Сон Соль              | SBS     |

### Фільми
- 2018 — «Клас моєї мрії» — Чон Сок
- 2021 — «Одинаки»[en] — Чін А

### Ведуча
| Назва    | Мережа | Дата                         | Нотатки                            | Прим. |
| -------- | ------ | ---------------------------- | ---------------------------------- | ----- |
| Inkigayo | SBS    | 3 липня 2016 — 22 січня 2017 | разом з Ю Чон Йон та Кім Мін Соком | [ 6 ] |

### Кліпи
- «Do It» (Sunny Hill[en], 2012 рік)
- «Over the Destiny» (2AM, 2014 рік)
- «Me, Myself» (Сін Син Хун, 2015 рік)
- «#Like» (Fiestar, 2016 рік)
- «When I Was In Love» (Pentagon, 2017 рік)
- «Song Request» (Лі Со Ра[en] та Шуґа, 2019)

## Нагороди
| Рік                         | Нагорода                                      | Категорія                                                 | Робота                                                     | Результат | Прим.  |
| --------------------------- | --------------------------------------------- | --------------------------------------------------------- | ---------------------------------------------------------- | --------- | ------ |
| 2005                        | 9-й Конкурс SM Youth Best                     | Краще лице                                                |                                                            | Перемога  |        |
| 2015                        | 23-я Премія SBS драма                         | Нова зірка                                                | «Шість літаючих драконів» «Почув це через виноградну лозу» | Перемога  | [ 7 ]  |
| 2016                        | 10-та Премія розваг SBS                       | Нагорода новачку (жінки) разом з Ю Чон Йон                | «Інкігайо»                                                 | Перемога  | [ 8 ]  |
| 2016                        | 30-та Премія KBS драма                        | Краща нова акторка телебачення                            | «Майстер помсти»                                           | Номінація |        |
| 2017                        | 53-я Премія мистецтв Пексан                   | Краща нова акторка телебачення                            | «Майстер помсти»                                           | Номінація |        |
| 1-а Сеульська премія        | Краща нова акторка драми                      | «Босс інтроверт»                                          | Номінація                                                  |           |        |
| 2-а Премія азійський артист | Нова хвиля                                    |                                                           | Перемога                                                   | [ 9 ]     |        |
| 2018                        | 32-га Премія KBS драма                        | Нагорода за майстерність (акторки середньотривалої драми) | «Ти людина?»                                               | Номінація | [ 10 ] |
| 2018                        | 32-га Премія KBS драма                        | Краща пара разом з Со Кан Джуном                          | «Ти людина?»                                               | Перемога  | [ 10 ] |
| 2021                        | 15-та Азійська кінопремія                     | Кращий новачок                                            | «Одинаки»                                                  | Номінація |        |
| 2021                        | 42-га Кінопремія Блакитний дракон             | Краща нова акторка                                        | «Одинаки»                                                  | Перемога  |        |
| 2021                        | 22-й Міжнародний кінофестиваль Чонджу         |                                                           | «Одинаки»                                                  | Перемога  |        |
| 2021                        | 41-а Премія корейської асоціації кінокритиків | Краща нова акторка                                        | «Одинаки»                                                  | Перемога  |        |
| 2021                        | 39-й Туринський кінофестиваль                 | Краща акторка                                             | «Одинаки»                                                  | Перемога  | [ 11 ] |
| 2022                        | 58-ма Премія мистецтв Пексан                  | Краща нова акторка кіно                                   | «Одинаки»                                                  | Номінація |        |
| 2022                        | Режисерська премія                            | Краща нова акторка кіно                                   | «Одинаки»                                                  | Номінація |        |
| 2022                        | 30-та Премія SBS драма                        | Краща акторка жанрового/фентезійного мінісеріалу          | «Перші рятувальники»                                       | Перемога  | [ 12 ] |
| 2022                        | Кінопремія Дика квітка                        | Краща нова акторка                                        | «Одинаки»                                                  | Номінація |        |